# Карлиганське сільське поселення
Карлига́нське сільське поселення (рос. Карлыганское сельское поселение) — муніципальне утворення у складі Марі-Турецького району Марій Ел, Росія. Адміністративний центр — присілок Великий Карлиган.

## Історія
Станом на 2002 рік існували Карлиганська сільська рада (присілки Великий Карлиган, Киселево, Кукрем, Лопово, Люсінер, Малий Карлиган, Мамсінер, Марі-Посенур, Нижній Шолдинер, Нова Піжмар, Пабайнур, Пахомово, Толтенур, Шихалеєво, Шургунур) та Сардаяльська сільська рада (присілки Сарда, Сардаял, Сюльта).

## Населення
Населення — 2429 осіб (2019, 2889 у 2010, 3087 у 2002).

## Склад
До складу поселення входять такі населені пункти:
| Населений пункт            | Населення, осіб (2002) | Населення, осіб (2010) |
| -------------------------- | ---------------------- | ---------------------- |
| Великий Карлиган, присілок | 890                    | 837                    |
| Кисельово, присілок        | 255                    | 210                    |
| Кукрем, присілок           | 65                     | 61                     |
| Лопово, присілок           | 168                    | 165                    |
| Люсінер, присілок          | 135                    | 109                    |
| Малий Карлиган, присілок   | 110                    | 107                    |
| Мамсінер, присілок         | 61                     | 60                     |
| Марі-Посенур, присілок     | 122                    | 127                    |
| Нижній Шолдинер, присілок  | 11                     | 3                      |
| Нова Піжмар, присілок      | 125                    | 112                    |
| Пабайнур, присілок         | 82                     | 90                     |
| Пахомово, присілок         | 8                      | 3                      |
| Сарда, присілок            | 55                     | 54                     |
| Сардаял, присілок          | 531                    | 519                    |
| Сюльта, присілок           | 108                    | 109                    |
| Толтенур, присілок         | 103                    | 87                     |
| Шихалеєво, присілок        | 59                     | 66                     |
| Шургунур, присілок         | 199                    | 170                    |